# Mark Moen
Mark Moen (Scheveningen, 12 augustus 1974) is een voormalig Nederlands profvoetballer die speelde voor Helmond Sport.

## Loopbaan
Bij VCS ging hij over van de junioren naar de senioren. Tijdens zijn studie aan het CIOS in Overveen kwam hij via toenmalig trainer Hans van Doorneveld in contact met HFC Haarlem waar hij een seizoen bij de beloften voetbalde. 
Hij vertrok in 1995 naar Helmond Sport dat uitkwam in de Eerste divisie. In zijn eerste jaar speelde hij 23 competitieduels. In het tweede seizoen kwam hij nog maar een keer in actie voor de Helmondse club.
Na het profvoetbal keerde Moen in 1997 terug naar de amateurs. Na een seizoen bij Scheveningen speelde hij negen jaar bij Tonegido, waar ook zijn broer Brian speelde. Hij sloot zijn voetballoopbaan in 2010 af bij VUC. Hij bleef aan deze club verbonden als assistent-trainer. Dit bleef hij tot 2013 waarna hij doorschoof naar de functie van hoofdcoach. In 2020 nam hij na tien jaar trainerschap afscheid van VUC. 
Anno 2024 is hij trainer bij SV Wippolder.

## Wedstrijdstatistieken
| Seizoen | Club          | Competitie     | wed. | goals |
| ------- | ------------- | -------------- | ---- | ----- |
| 1995/96 | Helmond Sport | Eerste divisie | 23   | 1     |
| 1996/97 | Helmond Sport | Eerste divisie | 1    | 0     |
| Totaal  | Totaal        | Totaal         | 24   | 1     |